# Moldova (historisk region)
Moldova, tyska: Moldau, var ett furstendöme i östra Europa. Det existerade från cirka 1350 till 1859, då det slogs samman med furstendömet Valakiet till den nya staten Rumänien. Idag (2020) är området uppdelat mellan Rumänien, Moldavien och Ukraina. Majoriteten av befolkningen talar rumänska, i öster ofta benämnt som moldaviska.

## Historia
Moldova motsvarar den historiska region som ligger mellan Östkarpaterna och floden Dnestr, genomfluten av Donaus vänsterbiflod Prut. Den existerade som självständigt furstendöme mellan cirka 1350 och 1859, med den östra landshalvan sedan osmansk tid ofta känd som Bessarabien. 
1859 valde Moldova och grannfurstendömet Valakiet en gemensam furste, Alexandru Ioan Cuza, och den moderna staten Rumänien bildades (proklamerad 1861, självständig 1878). I båda landshalvorna var rumänska det dominerade modersmålet för befolkningen.
Efter andra världskriget övertog Sovjetunionen den östra regionhalvan Bessarabien. Man ombildade det området till den nya sovjetrepubliken Moldaviska SSR och integrerade området med mellankrigstidens Moldaviska ASSR öster om Dnjestr. Området längst i söder övergick samtidigt till Ukrainska SSR; detta är idag del av staten Ukraina.
Den västra halvan av det historiska furstendömet och senare regionen Moldova ingår idag (2020) i staten Rumänien som regionen Moldova. Den nordvästligaste delen av det historiska Moldova ingår idag i Ukraina som norra Bukovina.

## Regioner och städer
Andra historiska regioner – vid sidan av Moldova, Bukovina och Valakiet – är Transsylvanien och Dobrogea. Dessutom är delar av den historiska regionen Banatet numera del av Rumänien.
Huvudort är Iași på den västra sidan av Prut, medan Chișinău är huvudstad i det självständiga Moldavien. Andra större städer i området är Galați, Bacău, Suceava och Piatra Neamț.